# O powstawaniu gatunków
O powstawaniu gatunków (ang. On the Origin of Species) – monografia Charlesa Darwina wydana w 1859 w Londynie w wydawnictwie Johna Murraya. Darwin przedstawił w niej podstawy swojej teorii ewolucji, przez co książka ta stała się jedną z najważniejszych prac w historii nauk przyrodniczych w ogólności. Na język polski monografię przełożył Wacław Mayzel (1873).
Pełny tytuł dzieła brzmiał O powstawaniu gatunków drogą naturalnego doboru, czyli o utrzymywaniu się doskonalszych ras w walce o byt (On the Origin of Species by Means of Natural Selection, or the Preservation of Favoured Races in the Struggle for Life), jednak w 6. wydaniu z 1872 roku tytuł skrócono do The Origin of Species.
W O powstawaniu gatunków Darwin wysunął teorię o ewolucji gatunków w procesie naturalnej selekcji. Książka gromadziła zebrane przez niego na przestrzeni lat, głównie podczas jego podróży statkiem HMS Beagle w latach 30. XIX wieku, dowody na istnienie doboru naturalnego.
Język książki jest jasny i przejrzysty nawet dla niespecjalistów, co przyczyniło się do dużego zainteresowania dziełem po jego wydaniu. Praca wzbudziła również kontrowersje, jako że przeciwstawiała się ówczesnym teoriom przyrodniczym, próbującym godzić wiedzę biologiczną z Biblią. Wzbudziła przez to ożywioną debatę w środowisku biologów, filozofów i ludzi Kościoła.
Sama teoria ewolucji z pewnymi zmianami stała się powszechnie akceptowana w środowisku naukowym, jednak kontrowersje z nią związane trwają do dziś.

## Założenia
Teoria Darwina opiera się na następujących spostrzeżeniach i ich implikacjach:
1. Gatunki są bardzo płodne, a liczba potomstwa przekracza liczbę osobników, które osiągną wiek reprodukcyjny
2. Liczebność populacji, z niewielkimi zmianami, pozostaje stała
3. Źródła pokarmu są ograniczone, ale na przestrzeni czasu są stosunkowo stabilne
4. Wiąże się z tym „ślepa walka o byt”
5. W obrębie gatunków rozmnażających się płciowo, właściwie nie ma dwóch identycznych osobników
6. Niektóre z tych zmienności bezpośrednio wpływają na zdolność osobnika do przeżycia w danym środowisku
7. Większość tych zmienności jest dziedziczna
8. Osobniki mniej przystosowane do środowiska mają mniejsze zdolności przeżycia i mniejsze szanse rozmnożenia się, podczas gdy osobniki lepiej przystosowane mają większe prawdopodobieństwo przeżycia i tym samym reprodukcji
9. Osobniki, które przeżyją, mają większe szanse na przekazanie swoich dziedzicznych cech potomstwu
10. Ten wolno postępujący proces powoduje, że populacje dostosowują się do środowiska i ostatecznie, po upływie wielu pokoleń, zmienności kumulują się prowadząc do utworzenia nowych odmian gatunku, i w końcu, nowego gatunku.

## Tło
Idea biologicznej ewolucji narodziła się na wiele lat przed publikacją O powstawaniu gatunków przez Darwina i była przedstawiana już w czasach starożytnych przez greckich i rzymskich atomistów, przede wszystkim Lukrecjusza. Jednak myśl chrześcijańska w średniowiecznej Europie upowszechniła pogląd o powstaniu gatunków na drodze boskiej kreacji, tak jak to przedstawiono w Księdze Rodzaju. Protestantyzm upowszechnił Biblię i przyniósł bardziej dosłowne interpretacje jej zawartości. Przyrodnicy, od Linneusza począwszy, opisywali nowe gatunki, które uważali za dzieła Boga, a popularnym poglądem było pochodzenie każdego gatunku od pary stworzonej bezpośrednio przez Stwórcę w nie tak bardzo odległej przeszłości. W początkach XIX wieku powszechnie przyjęte było w świecie europejskiej nauki, że zarówno świat przyrody, jak i hierarchiczna struktura społeczna są ustalonym przez Boga porządkiem.
Pomysł, że skamieniałości są pozostałościami wymarłych gatunków, został po raz pierwszy wysunięty przez Roberta Hooke’a w połowie XVII wieku. Teoria stopniowo zyskała akceptację, co doprowadziło do szeregu teorii geologicznych tłumaczących wymarcie tych gatunków. Teoria Jamesa Huttona z 1785 przewidywała stopniowe zmiany na przestrzeni tysiącleci. Inni proponowali rozwiązania zawierające pewne elementy teorii ewolucji. W 1796 pradziadek Karola Darwina, Erasmus Darwin, na którego myśl wpłynął m.in. Lord Monboddo, zaproponował wspólne pochodzenie organizmów „nabywających nowe części” w odpowiedzi na bodźce i następnie przekazujących je swojemu potomstwu. W 1809 Jean-Baptiste Lamarck przedstawił zbliżoną teorię, w myśl której „potrzebne” cechy były rozwijane przez ich używanie. W tym czasie termin ewolucji (z łacińskiego „evolutio”, co oznacza „rozwijać się jak zwój”) było używane w odniesieniu do sekwencji wydarzeń, zwłaszcza gdy wynik był w pewien sposób zawarty w tym wydarzeniu od początku, zatem Lamarck nie zastosował tego określenia wobec procesu, w myśl którego organizm rozwijał pewną cechę w ciągu swojego życia, i wprowadził określenie „transmutacji”.
Teorie te odbierane były w Wielkiej Brytanii jako atak na porządek społeczny, dopiero co zagrożony przez następstwa rewolucji francuskiej i amerykańskiej. W Anglii historia naturalna była domeną uczelni kształcących kler Kościoła anglikańskiego, na podstawie teologii naturalnej Williama Paleya. Brytyjscy naturaliści przyjęli wyjaśnienie zapisu kopalnego podane przez teorię katastrofizmu Georges’a Cuviera, w myśl której organizmy roślinne i zwierzęce były w odstępach czasu unicestwiane, a części ich ciał były zużywane przez kreację nowych organizmów ex nihilo (z niczego), modyfikując ją odpowiednio by nawiązać do biblijnej opowieści o potopie. Idee Lamarcka zostały przejęte przez radykałów, których zamierzeniem był przewrót władzy i rozszerzenie prawa głosu na klasy niższe.

## Powstanie teorii
Edukacja Karola Darwina na Uniwersytecie Edynburskim pozwoliła mu bezpośrednio zetknąć się z poglądami Roberta Edmunda Granta będącymi rozwinięciem teorii Erasmusa Darwina i Lamarcka. Podczas swoich studiów teologicznych na Cambridge poznał argumenty Williama Paleya o „projekcie” Stwórcy, podczas gdy jego zainteresowanie historią naturalną zwiększyli botanik John Stevens Henslow i geolog Adam Sedgwick, obaj silnie przekonani o boskiej kreacji świata ożywionego. Podczas rejsu statkiem Beagle Darwin próbował pogodzić założenia teorii Charlesa Lyella z własnymi obserwacjami. Po powrocie Darwina do Anglii Richard Owen dowiódł, że znalezione przez Darwina skamieniałości należały do wymarłych gatunków pokrewnych występującym tam obecnie, a John Gould wykazał, że zupełnie odmienne gatunki ptaków z wysp Galápagos były spokrewnionymi gatunkami zięb, z których każda była charakterystyczna dla innej wyspy.
Na początku 1837 roku Darwin zajmował się teorią transmutacji, o czym świadczą zapiski w jego notatnikach. Interesował się karmieniem udomowionych zwierząt, wymieniał poglądy z Williamem Yarrellem i czytał broszurę przyjaciela Yarrella Sir Johna Sebrighta, w której pisał on, że:
„sroga zima, bądź też niedostatek pożywienia, niszcząc osobniki słabe i chore, ma takie same dobre efekty jak najstaranniejsza selekcja” („A severe winter, or a scarcity of food, by destroying the weak and the unhealthy, has all the good effects of the most skilful selection.”)
W 1838 roku w ZOO Darwin po raz pierwszy widział małpę, a zabawy orangutana sprawiły na nim wrażenie „zupełnie jak niegrzeczne dziecko” („just like a naughty child”). To i jego własne doświadczenia z prymitywnymi plemionami z Tierra del Fuego skłoniły go do myśli, że przepaść między człowiekiem a zwierzętami nie jest taka olbrzymia, wbrew doktrynie Kościoła.
Pod koniec września 1838 Darwin zaczął czytać 6. wydanie Essay on the Principle of Population Malthusa, co przypomniało mu o statystycznym dowodzie, według którego ludzkie populacje rozmnażają się ponad możliwości ich środowiska i muszą konkurować ze sobą by przeżyć; sam miał właśnie zastosować te spostrzeżenia w odniesieniu do populacji gatunków zwierzęcych. W grudniu 1838 Darwin zapisał dostrzeżone przez siebie podobieństwo między selekcją potomstwa przez hodowców a maltuzjańską naturą selekcjonującą zmienności na drodze losowej: oba prowadzą do tego, że „każda część nabytej struktury jest w pełni funkcjonalna i doskonała”. Zapisał wtedy, że uważa to za „najpiękniejszą część teorii”.

## Pierwsze szkice
Darwin był w pełni świadom konsekwencji swojej teorii na pochodzenie ludzkości, także tego, że może zagrozić jego dalszej karierze i renomie wybitnego geologa, przez oskarżenie o bluźnierstwo. Pracował w ukryciu, rozważając wszystkie zarzuty i dowody na poparcie przygotowywanej teorii. W styczniu 1842 wysłał wstępny szkic do Lyella, wówczas w podróży po Ameryce.
Pomimo przewlekłych problemów natury zdrowotnej Darwin sformułował w czerwcu 1842 35-stronicowy szkic swojej teorii, by następnie pracować nad obszerniejszym esejem. Botanik Joseph Dalton Hooker był w tym czasie oparciem dla Darwina, więc pod koniec roku 1845 ten zaoferował mu do przejrzenia „surowy szkic”, jednak bez powodzenia. Dopiero w styczniu 1847, gdy Darwin był chory, Hooker znalazł czas i odebrał kopię. Po pewnym czasie odesłał Darwinowi pracę, zawierającą tak potrzebną Darwinowi rzeczową i spokojną krytykę. Darwin w tym czasie przeprowadził duże badania na pąklach, które ustaliły jego pozycję jako biologa i dostarczyły mu nowych argumentów na poparcie teorii.
Anonimowa publikacja Vestiges of the Natural History of Creation (1844) Roberta Chambersa (1802-1871) przygotowała grunt na przyjęcie publikacji O powstawaniu gatunków.

## Ogłoszenie teorii
Na wiosnę 1856 Lyell zwrócił uwagę Darwina na artykuł napisany przez Alfreda Russela Wallace’a, przyrodnika pracującego na Borneo, i ponaglił Darwina, by ten opublikował swoje dzieło, zanim ubiegnie go Wallace. Darwin wahał się między pragnieniem wydania całościowego i przekonującego dowodu swojej teorii a koniecznością wydania krótkiego doniesienia, które pozwoliłoby usankcjonować jego pierwszeństwo. Z góry odrzucił możliwość publikacji w czasopiśmie akademickim, jako że wiązałoby się to z koniecznością konfrontacji z edytorem bądź radą naukową czasopisma. 14 maja 1856 rozpoczął pracę nad „szkicem”, ale w lipcu podjął decyzję o opracowaniu pełnego dowodu na swoją teorię.
Pracujący pod presją czasu i przepracowany Darwin, przerzucający się w pracy z jednej książki do drugiej, 18 czerwca 1858 otrzymał paczkę od Wallace’a zawierającą około dwudziestostronicowy opis mechanizmów ewolucyjnych, z prośbą o przesłanie ich dalej do Lyella. Darwin napisał do Lyella, że „Twoje słowa sprawdziły się (…) zostałem ubiegnięty” i że może „oczywiście, napisać ofertę do każdego pisma” które tylko Wallace wybierze, dodając: „cała moja oryginalność przepadnie”. Lyell i Hooker zgodzili się, że przed Towarzystwem Linneuszowym powinny zostać zaprezentowane razem obie prace. 1 lipca 1858 artykuły Wallace’a i Darwina zatytułowane odpowiednio, „On the Tendency of Species to form Varieties” i „Perpetuation of Varieties and Species by Natural Means of Selection” zostały tam przedstawione, ale spotkały się z niewielkim zainteresowaniem zebranych.
20 lipca 1858 Darwin rozpoczął pracę nad „streszczeniem” jego Natural Selection, pisząc głównie z pamięci. Lyell uzgodnił z wydawcą Johnem Murrayem, że ten wyda nienapisaną jeszcze książkę i zapłaci Darwinowi 2/3 zysków netto ze sprzedaży. Darwin początkowo chciał zatytułować dzieło An abstract of an Essay on the Origin of Species and Varieties Through natural selection, ale Murray przekonał go do ostatecznego skrócenia tytułu do On the Origin of Species z podtytułem Means of Natural Selection, or the Preservation of Favoured Races in the Struggle for Life; podobnie długie tytuły były na porządku dziennym w epoce wiktoriańskiej. Termin „rasy” w tytule użyty jest jako zamiennik dla pojęcia „odmiany” i nie miał w chwili wydania książki współczesnych konotacji z rasami człowieka (w książce pierwsze użycie słowa pojawia się w odniesieniu do odmian kapusty, po czym Darwin przechodzi do omówienia „dziedzicznych odmian lub ras naszych udomowionych zwierząt i roślin”).

## PublikacjaO powstawaniu gatunków
On The Origin of Species zostało wydane 24 listopada 1859 i kosztowało piętnaście szylingów. Książkę przedstawiono w ofercie Murraya dla księgarń 22 listopada i cały nakład został natychmiast wykupiony. Pierwszy liczył 1250 egzemplarzy, ale po odjęciu egzemplarzy dla recenzentów i pięciu egzemplarzy dla Stationers’ Hall, pozostało 1170 książek dostępnych w sprzedaży. Druga edycja liczyła 3000 egzemplarzy i została wypuszczona 7 stycznia 1860, z niewielką zmianą – w zamykającym książkę zdaniu dodano słowa „przez Stwórcę” („by the Creator”), tak że brzmiało ono w tej wersji następująco:

There is grandeur in this view of life, with its several powers, having been originally breathed by the Creator into a few forms or into one; and that, whilst this planet has gone circling on according to the fixed law of gravity, from so simple a beginning endless forms most beautiful and most wonderful have been, and are being evolved.

Niektórzy, jak Richard Dawkins, uważają to za dowód na ugięcie się Darwina pod presją na określenie swojej religijności, podczas gdy inni, jak biograf James Moore, widzą w tym dowód na przekonanie Darwina o stworzeniu świata przez Stwórcę, wedle praw natury. W pierwodruku słowo Stwórca pojawia się wielokrotnie, a na początku poprzedniego akapitu Darwin zestawia swoją ideę z pomysłem, wedle którego:

każdy gatunek został stworzony osobno. Według mnie, bardziej zgodne z tym co wiemy o prawach jakimi Stwórca rządzi światem jest, aby powstawanie i wymieranie byłych i obecnych mieszkańców Ziemi odbywało się za pośrednictwem wtórnych przyczyn, tak jak ma to miejsce w przypadku narodzin i śmierci poszczególnych osobników.

Za życia Darwina książka doczekała się sześciu wydań, w których dokonywano poprawek i rewizji, wraz z pojawiającymi się kontrargumentami na prawdziwość przedstawionej teorii. Trzecie wydanie ukazało się w 1861, z licznymi zmianami i dodatkiem „An Historical Sketch of the Recent Progress of Opinion on the Origin of Species”, podobnie wydanie czwarte z 1866 miało dalsze poprawki. Piąte wydanie ukazało się 10 lutego 1869, a obok kolejnej porcji zmian pojawiło się w nim po raz pierwszy określenie Herberta Spencera „przetrwanie najlepiej dostosowanych”.
W styczniu 1871 George Jackson Mivart opublikował On the Genesis of Species, w której wymieniał argumenty przeciwko koncepcji doboru naturalnego i zarzucał Darwinowi metafizykę. W odpowiedzi Darwin od kwietnia do końca roku przeredagował książkę, używając po raz pierwszy terminu „ewolucja” i dodając nowy rozdział odpierający argumenty Mivarta. Chciał też wydania nowej, taniej edycji książki, przytoczył Murrayowi historię o robotnikach z Lancashire zrzucających się na kosztujące piętnaście szylingów 5. wydanie książki.
Szóste wydanie książki ukazało się w oficynie Murraya 19 lutego 1872 bez „On” w tytule, w cenie 7 szylingów i 7 pensów; cenę zmniejszono dzięki zastosowaniu mniejszej czcionki. Sprzedaż wzrosła z 60 do 250 egzemplarzy miesięcznie.

## Odbiór
Odbiór społeczny dzieła Darwina można rozpatrywać na trzech przenikających się płaszczyznach: naukowej, religijnej i filozoficznej.
W momencie wydania książki, wyedukowana część społeczeństwa była przeświadczona, że nauka jest „przyjacielem ludzkości” i że świat ożywiony jest uporządkowany. Było to po części zasługą Pasteura, który w 1859 ostatecznie dowiódł fałszywości idei samorództwa, i praw Isaaca Newtona (ruchu i grawitacji) uważanych za bezwzględne i ponadczasowe.
Po publikacji teorie Darwina były szeroko omawiane i dyskutowane częściowo z powodu huxleyowskich „wykładów dla ludzi pracy”. Wraz z 6. wydaniem cena książki została zmniejszona o połowę, co zwiększyło sprzedaż i rozpowszechniło idee Darwina jeszcze bardziej.

## Tłumaczenia
Pierwsze niemieckie tłumaczenie ukazało się w 1860 pod tytułem Über die Entstehung der Arten im Thier- und Pflanzen-Reich durch natürliche Züchtung, oder Erhaltung der vollkommensten Rassen im Kampfe um’s Daseyn; przekładu dokonał paleontolog i zoolog Heinrich Georg Bronn. W 1876 ukazało się nowsze tłumaczenie autorstwa Juliusa Victora Carusa i to jest najpopularniejsze w języku niemieckim.
Polskie tłumaczenie zatytułowane O powstawaniu gatunków drogą naturalnego doboru, czyli o utrzymywaniu się doskonalszych ras istot organicznych w walce o byt Wacława Mayzla ukazało się w Warszawie w 1873. Kolejnego tłumaczenia, opartego na szóstej edycji oryginału, dokonali Szymon Dickstein i Józef Nusbaum. Do niedawna najpopularniejsze było wznowienie tego tłumaczenia przez Państwowe Wydawnictwo Rolnicze i Leśne w 1955. Na początku XXI wieku pojawiły się dwa jego przedruki: wydawnictw De Agostini i Altaya w roku 2001 (ISBN 83-7316-006-X) oraz wydawnictwa Jirafa Roja w roku 2006 (ISBN 83-89143-67-4). W roku 2009 nakładem Wydawnictw Uniwersytetu Warszawskiego ukazało się wznowienie przekładu Dicksteina i Nusbauma z komentarzem Januarego Weinera, odtwarzające układ pierwszego wydania angielskiego z 1859 roku (ISBN 978-83-235-0531-0).